# Megachile timberlakei
Megachile timberlakei är en biart som beskrevs av Cockerell 1920. Megachile timberlakei ingår i släktet tapetserarbin, och familjen buksamlarbin. Inga underarter finns listade i Catalogue of Life.